# Paul S. Dwyer
Paul Sumner Dwyer (* 8. Dezember 1901 in Chester, Pennsylvania; † 17. September 1982) war ein US-amerikanischer Statistiker und Mathematiker (Lineare Algebra).

## Leben
Dwyer studierte am Pennsylvania State College mit dem Bachelor-Abschluss 1923 und unterrichtete dort 1921 bis 1926 als Instructor. 1926 wurde er Assistant Professor am Antioch College, 1929 Associate Professor und 1932 Professor. Er wurde 1936 an der University of Michigan bei Harry C. Carver (1890–1977) promoviert (Combined expansions of products of symmetric power sums, and of sums of symmetric power products with application to sampling), nachdem er dort schon ab 1927 im Sommer bei Carver gearbeitet hatte.  Er war ab 1937 als Forschungsassistent an der University of Michigan, wurde dort 1938 Assistant Professor, 1942 Associate Professor und 1946 Professor. 1946 gründete er mit Cecil C. Craig ein statistisches Forschungslabor an der Universität, aus der 1968 die Abteilung für Statistik entstand. 1971 wurde er emeritiert.
Er befasste sich mit Anwendung der Theorie symmetrischer Funktionen in der Statistik und außerdem mit Linearer Algebra (Matrizenrechnung) und betonte in einem Aufsatz (Dwyer, Waugh, On errors in matrix inversion, JASA 1953) die Notwendigkeit, als Statistiker auch Numerische Fehler in der Linearen Algebra zu berücksichtigen. In diesem Zusammenhang wird er mit seinem Lehrbuch über Lineare Algebra von 1951 unter die Pioniere der Intervallarithmetik gezählt. Er war auch früh an der Verwendung von Computern (anfangs Lochkarten-Maschinen) für die notwendigen umfangreichen Rechnungen in der Statistik interessiert.

## Schriften
- Development of mathematical procedures and multiple criteria for assembly of large work groups, 1955
- Linear Computations, Wiley 1951